# Granville County
Granville County är ett administrativt område i delstaten North Carolina, USA, med 59 916 invånare. Den administrativa huvudorten (county seat) är Oxford. 

## Geografi
Enligt United States Census Bureau så har countyt en total area på 1 390 km². 1 376 km² av den arean är land och 14 km² är vatten. 

### Angränsande countyn
- Mecklenburg County, Virginia - norr
- Vance County - öst
- Franklin County - sydost
- Wake County - syd
- Durham County - sydväst
- Person County - väst
- Halifax County, Virginia - nord-nordväst